# Corona (ontlading)

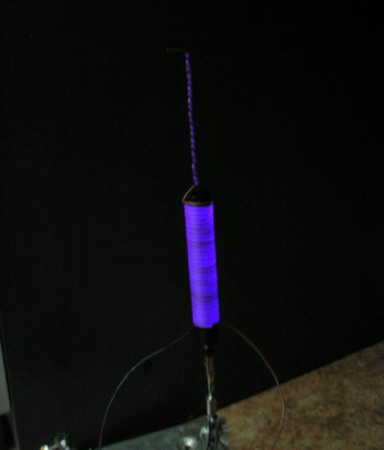
Corona rondom een hoogspanningsspoel

Corona of puntontlading is het geleidend worden (doorslaan) van lucht onder invloed van een hoge elektrische veldsterkte, zonder dat een compleet ontladingspad ontstaat.
Om de geleider heen ontstaan kleine kanaaltjes met geïoniseerd gas (vaak lucht), waarin de positieve en negatieve ladingdragers ten opzichte van elkaar verschuiven, en zo het veld van energie ontdoen. Deze elektrostatische ontladingen (vonkjes) zijn soms hoorbaar als gekraak of geknetter. In het donker is corona te zien als een nauwelijks zichtbare blauwe waas op de punten van voldoende veldsterkte, het meeste licht wordt in het uv uitgestraald.
Over het algemeen is corona een ongewenst verschijnsel omdat het onnodig energie verbruikt, en geluid en gevaar veroorzaakt. Het kan worden vermeden door geleiders zodanig te construeren dat de buitenoppervlakken voldoende glad zijn op alle schalen.

## Ontstaan
Corona ontstaat wanneer in een gas de veldsterkte ter plaatse de doorslagveldsterkte – onder de heersende condities – van het gas overschrijdt. De hoogte van veldsterkten is over het algemeen afhankelijk van de verhoudingen en afmetingen in een gegeven situatie. De hoogste veldsterkten treden over het algemeen op wanneer geleiders een kleine kromtestraal hebben. De veldsterkte is dus het laagst naast een oneindig grote, vlakke geleider en het hoogst aan de punt van een lange, naaldvormige geleider. Een vrij opgestelde huishoudspeld begint lucht te ioniseren bij ongeveer duizend volt. De absolute schaal en spanning zijn irrelevant, corona kan op een grote geleider ontstaan uit een naaldje van een micrometer lang, bijvoorbeeld een stofje.

## Gebruik
In sommige gevallen wordt corona opzettelijk opgewekt, zoals in kopieermachines en laserprinters. Met het geleidende, geladen 'gas' kan een object gemakkelijk worden geladen of ontladen. Hier wordt de hoge veldsterkte verkregen met een hoge spanning en speciaal daarvoor geprepareerde draad. Deze zogeheten coronadraad heeft op haar oppervlak kleine naaldjes welke voor een relatief hoge lokale veldsterkte en dus corona zorgen.
Een andere toepassing is de elektrofilter. Hierbij wordt de corona-ontlading gebruikt om stofdeeltjes te laden met ionen en de geïoniseerde deeltjes te verzamelen op een oppervlak.

## Gevaar
De ionisatie van lucht rond een geleider is gevaarlijk omdat deze een onzichtbaar ontladingspad kan vormen. Dicht bij scherpe punten van de constructie die onder spanning staat, ontstaan hoge veldsterkten, waardoor de lucht daar ioniseert. De lading tegengesteld aan die van de geleider wordt naar de geleider getrokken en afgevoerd, waardoor een wolkje geleidend gas om het scherpe punt heen ontstaat met de potentiaal van de geleider. Dit geleidende wolkje schermt vervolgens de scherpe punt als het ware af, waardoor de veldsterkte daalt en verdere coronavorming stopt. Eenieder die zijn vinger of een ander geleidend object in dit wolkje steekt, komt in contact met de geleider. Dit valt te vergelijken met het direct aanraken van de geleider en kan levensgevaarlijk zijn.